# Junkers W 34
El Junkers W 34 fue un avión de transporte y pasaje construido por la firma alemana Junkers Flugzeug und Motorenwerke. Era un monoplano de ala baja con tren de aterrizaje fijo y revestimiento metálico, descendiente del Junkers F 13 con capacidad para el piloto, radio navegante y seis pasajeros. AB Flygindustri en Limhamn, filial sueca de Junkers, desarrolló una versión triplaza de bombardeo y reconocimiento designada K 43, de la que se exportaron algunos ejemplares para fuerzas aéreas y aerolíneas civiles, entre ellas, las de Argentina, Bolivia, Colombia, Chile, Finlandia y Portugal. Fue utilizado por la Luftwaffe en diferentes cometidos desde 1933 hasta 1945, y participó encuadrado en la Legión Cóndor durante la guerra civil española.

## Diseño y desarrollo
El avión de transporte Junkers W 33, diseñado en 1926, del que construyeron 199 unidades, era un monoplano de ala baja cantilever, derivado del Junkers F 13 de 1919, una de cuyas cédulas sirvió como prototipo y, como su famoso predecesor, estaba construido totalmente en metal, con su peculiar revestimiento en duraluminio corrugado. Concebido como un transporte de carga y correo, en el W 33 la carga se podía realizar a través de una puerta lateral o a través de un mamparo desmontable en el techo de la cabina; también podía acomodar seis pasajeros si se utilizaba como avión de línea. La designación W 33 fue aplicada a los aviones propulsados por un motor lineal, usualmente un Junkers L-5; sin embargo, esta designación se cambió por W 34 tras la instalación de un motor radial. Además, el techo de la cabina era un poco más alto que en el W 33, lo que hacía que el W 34 fuera más capaz como avión combinado de carga y pasajeros.
El primer W 34 fue volado por primera vez el 7 de julio de 1926, propulsado con un motor Gnome et Rhône Jupiter VI de 353 kW.
El Junkers W 34 fue construido en muchas y variadas versiones. Los números totales de producción para el mercado civil fueron de alrededor de 900 aviones.  

### Producción para la Luftwaffe
Se produjeron dos versiones militares: el W 34 hi con  motor BMW 132A y el W 34 hau con el Bramo 322 H, que fueron construidos casi en su totalidad para el Ministerio del Aire del Reich (RLM) y la Luftwaffe.
W 34 hi
Junkers (105 aviones construidos), Henschel (430), Allgemeine Transportanlagen-Gesellschaft-ATG (94), Norddeutsche Dornier-Werke, Wismar (58), HFB (69) y Weser Flugzeugbau (221).
W 34 hau
Henschel (329), Arado Flugzeugwerke (205), ATG (105), Dornier, Wismar (93), HFB Wälzlager-Gehäusetechnik (192) y Mühlenbau und Industrie AG MIAG, Braunschweig (73).

### Junkers K 43
Si bien el W 33/W 34 se pudo construir en Alemania después de que en 1926 se redujeran las limitaciones impuestas por el Tratado de Versalles a la industria de la aviación alemana, sin embargo el establecimiento de ciertas especificaciones obligatorias para limitar las capacidades de los modelos, a fin de hacerlos ineficaces como aviones militares, obligó a la compañía Junkers, interesada en obtener ventas en el extranjero, a convertir su avión para fines militares fuera de Alemania. Se diseñó un derivado militar del W 34, el Junkers K 43, en AB Flygindustri en Limhamn, Suecia, firma de la que el 82% del capital social era propiedad de Junkers. En un principio, para soslayar las restricciones, los W 34 terminados en Dessau volaban a Suecia, donde eran modificados y matriculados en el país; a partir de ahí, los aviones podían ser vendidos a otros países. El K 43 fue así denominado por la inversión del dígito de la identificación del modelo del que derivó; estos K 43 fabricados con diferentes motores, a petición de los clientes, recibieron un puesto dorsal en la parte trasera de la cabina y otro ventral para ametralladoras, con lo que podía ser utilizado indistintamente como avión de transporte o como bombardero ligero. Entre 1926 y 1927, AB Flygindustri modificó 16 W 34 a los estándares militares K 43, que se vendieron a Finlandia (6), Portugal, (5), Argentina (4) y Bolivia (1). Más tarde, a partir de 1930 hasta 1932, se construyeron íntegramente veinte ejemplares más con piezas y componentes en su mayoría importados desde la empresa matriz en Alemania.

## Historia operacional

### Alemania

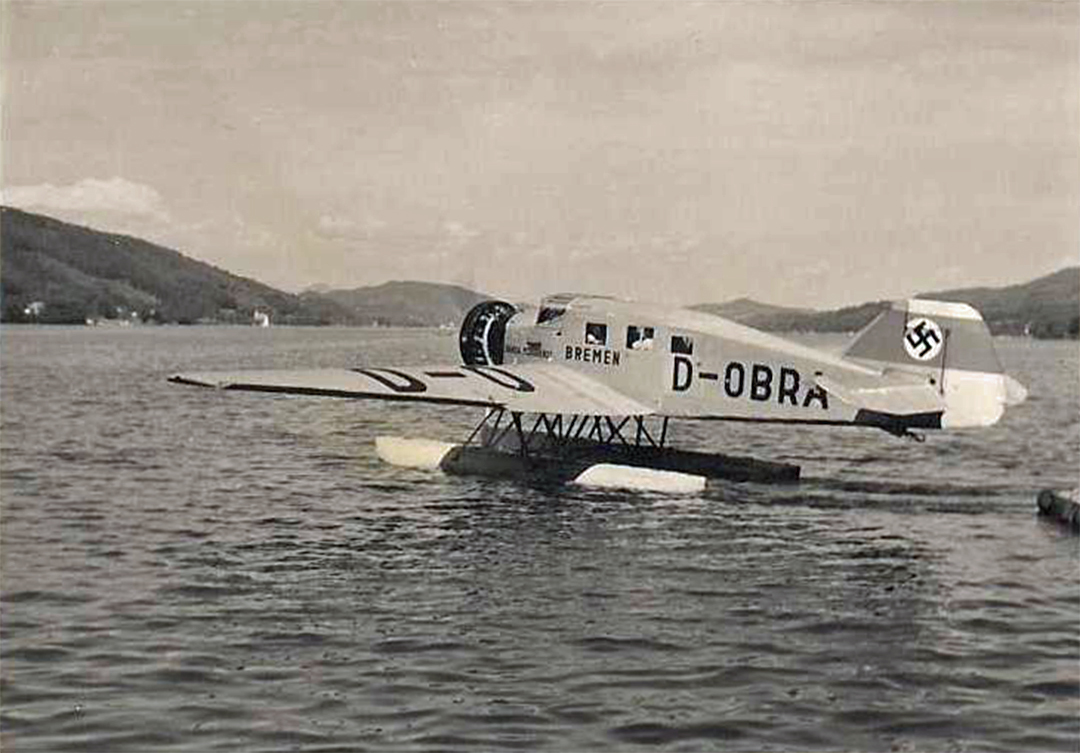
Ju 46 hi, D-OBRA, Bremen, Pörtschach, Lago Wörther, Austria 1939.

A partir del inicio de la paulatina retirada de las restricciones impuestas a la industria aeronáutica alemana en materia de motores y usos de aeronaves, aunque limitada y bajo el control de una comisión especial interaliada, se permitió la reanudación de las opreraciones de aviación civil, tanto en el campo turístico como comercial, mediante el establecimiento de especificaciones para limitar las capacidades de los modelos, a fin de hacerlos ineficaces como aviones militares. El Junkers W 34 fue adquirido y operado en gran número por las más importantes aerolíneas alemanas como Deutsche Luft-Reederei (DLR) y Lloyd Luftdienst GmbH, que se fusionaron para formar Aero Lloyd AG. En 1926, esta a su vez se fusionó con Junkers Luftverkehr, fundada en 1921, para formar Deutsche Luft Hansa, la aerolínea de bandera de la República de Weimar. 
También fue adquirido por organismos oficiales, como el Ministerio del Aire del Reich (RLM), el Deutsche Versuchsanstalt für Luftfahrt (DVL, Instituto Alemán de Investigación para la Aviación) y la Deutsche Verkehrsfliegerschule o DVS (Escuela Alemana de Aviación, una organización encubierta de entrenamiento militar), en donde fueron utilizados en diversas investigaciones, como aviones de comunicaciones, transporte ligero y realizando tareas de escuela; además de ser operados por corporaciones industriales como ATG, BMW, Henschel, Hibernia AG como avión de comunicaciones y empresas de fotografía aérea y fotogrametría.
A partir de 1933, la renacida Luftwaffe solicitó una gran cantidad de W 34, que se entregaron hasta 1935. Este modelo conoció un considerable empleo por parte de la Luftwaffe desde su formación hasta el final de la II Guerra Mundial; el 31 de enero de 1944, la Luftwaffe todavía mantenía operativos 618 W 34hi y 516 hau, la mayoría empleados en aquel momento como aviones de enlace y en la formación de navegantes y radio operadores (3 o 4 alumnos de navegación y transporte).
En 1932, Deutsche Luft Hansa revisó el diseño del W 34 para su utilización especial en vuelos postales realizados desde los transatlánticos de la naviera Norddeutscher Lloyd, el Europa y el Bremen. Estos vuelos postales ya se realizaban desde el verano de 1929 con hidroaviones Heinkel He 12 y Heinkel He 58. Se instalaron catapultas Heinkel impulsadas por aire comprimido a bordo de los dos buques, desde los cuales se lanzaba el avión con carga postal a unos 1000 km de la costa. Estos avanzados vuelos postales redujeron el tiempo de viaje del correo en aproximadamente un día. En 1932, Luft Hansa buscaba diseños de aviones más modernos para estos cometidos. Dada la buena experiencia obtenida operando con el W 34, solicitaron a Junkers una versión reforzada del modelo, modificada para soportar lanzamientos con catapulta. Los diseñadores Zindel y Pohlmann comenzaron el diseño bajo la designación Junkers Ju 46. En comparación con el W 34 original, el Ju 46 tenía una estructura reforzada para soportar los lanzamientos por catapulta y una unidad de cola diferente y de mayor tamaño.

### Argentina
En 1932, el gobierno argentino adquiere ocho unidades de ambos modelos (conocido con el mote de "Vaquita"), de los cuales (seis K 43 y un W 34 fay) fueron destinados al ejército argentino y el restante (W 34 hi), a la Armada, donde fue utilizado en un principio para tareas de entrenamiento en vuelo instrumental. Los K 43 fueron incorporados en el Grupo 1 de Bombardeo del Ejército Argentino; más tarde fueron transferidos a la Agrupación de Transporte; el W 34 fay fue utilizado como avión sanitario. El último Junkers (K 43/T-107) fue dado de baja en junio de 1948.

### Bolivia
El Junkers K 43h, apodado Bombardero Busch por el político y militar boliviano Germán Busch Becerra, fue usado ampliamente por el Cuerpo Aéreo Boliviano en diferentes ataques aéreos durante la Guerra del Chaco, librada entre Bolivia y Paraguay en 1932-1935, al igual que los tres Junkers W 34ci de Lloyd Aéreo Boliviano.

### Colombia
El primer W 34 llega a Colombia en 1929 a través de la Sociedad Colombo-Alemana de Transportes Aéreos (SCADTA), con el propósito de incrementar su flota aérea y mejorar el servicio, y en años posteriores la flota se incrementará en tres unidades de este modelo. A raíz del conflicto con Perú en 1932, el gobierno nacional dispuso el traslado de siete de sus aeronaves a la aviación militar, donde la Fuerza Aérea Colombiana empleó los W 34 y  K 43 durante la Guerra colombo-peruana en 1932-1933. En la actualidad se exhibe una aeronave, el FAC 407, en el parque aeronáutico del Museo Aeroespacial Colombiano, siendo preservada por el Comando Aéreo de Transporte Militar, CATAM.

### España
Durante la guerra civil española llegaron a España tres aparatos en noviembre de 1936; fueron identificados 43-1 al 43-3. Los dos primeros fueron destinados a unidades de la Legión Cóndor como transportes de carga y personal, prestando también servicio como aviones meteorológicos; el 43-3 fue destinado al servicio personal del General Jefe de Ejército del Sur, en aquel momento, el general Gonzalo Queipo de Llano, con base en Tablada, Sevilla. Estos aparatos contaban con un puesto de tiro dorsal. A finales de 1937 se adquieren otros dos ejemplares (43-22/43-23). A partir de 1945 fueron identificados como L.14 (enlace). Estuvieron en servicio hasta principios de los años 50.

### Finlandia

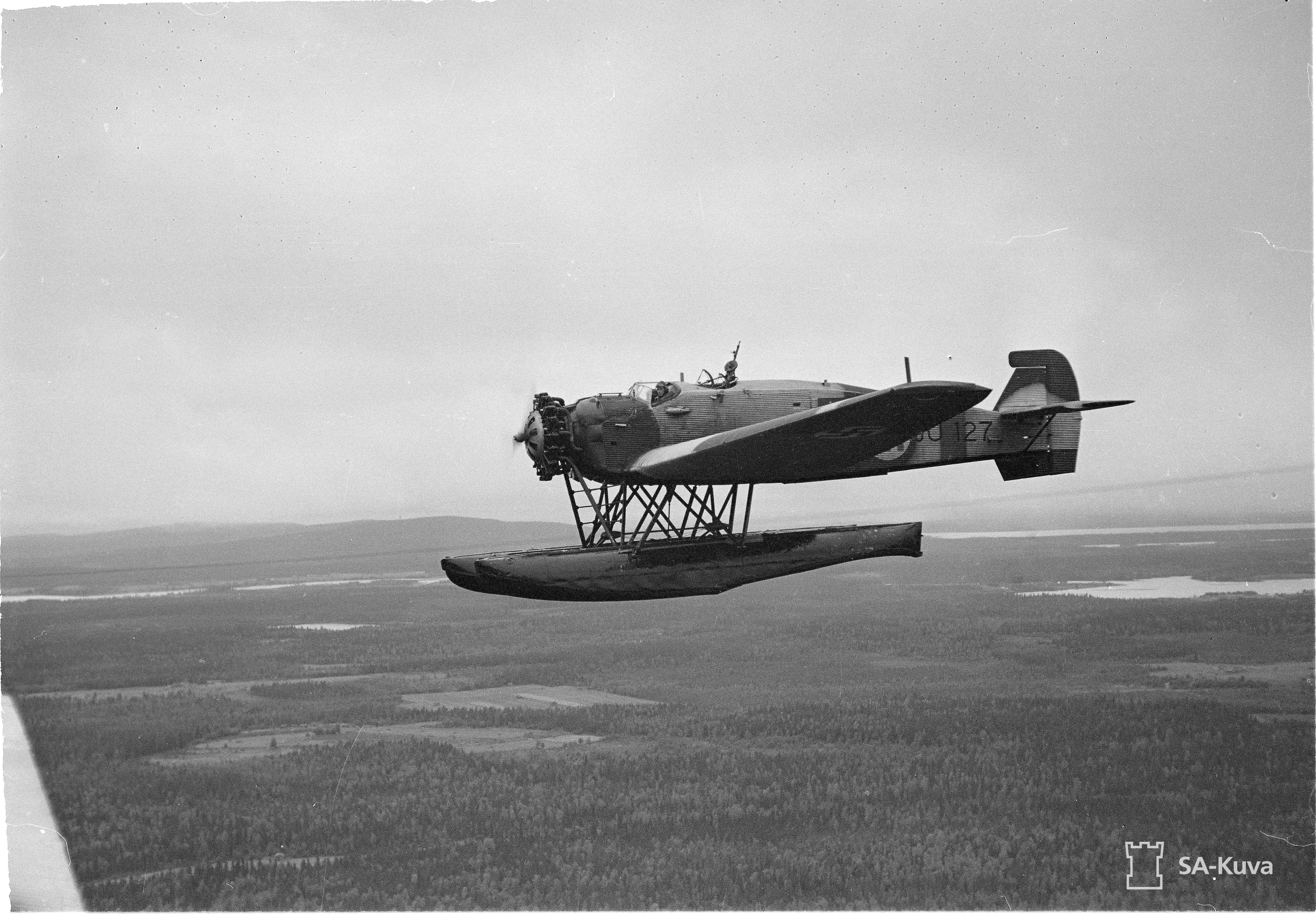
Junkers K 43fa (JU-127) finlandés.

En 1930, la Fuerza Aérea finlandesa compró un único W 34 (JU-122), para realizar operaciones marítimas, y seis K 43 fa (JU-123 a JU-128) para su uso como bombarderos ligeros. Durante la Guerra de Continuación, los aviones se utilizaron como transportes, evacuando heridos y realizando el suministro de patrullas de incursión y reconocimiento de largo alcance tras las líneas enemigas. Se compraron cinco W 34 adicionales en 1944 para entrenamiento de navegación por radio (JU-131 a JU-135), siendo operados después de la guerra los aviones restantes por la Guardia Fronteriza Finlandesa hasta 1950.

### Suecia
Un W 33 g vendido a la Fuerza Aérea Sueca en 1933 se designó como Trp 2; siendo utilizado hasta 1935 como avión ambulancia en Suecia. La Fuerza Aérea Sueca utilizó otros dos W 34 h como Trp 2A entre 1933 y 1945 con el mismo propósito. Uno de estos aparatos se conserva hoy en día con marcas civiles como SE-BYA.

### Portugal
La Aeronáutica Militar Portuguesa adquirió un único Junkers W 34L comprado directamente de fábrica. Estaba equipado con un tren de aterrizaje de ruedas, siendo transportado a Portugal en vuelo, pilotado por los pilotos portugueses Cyfka Duarte y Ribeiro da Fonseca, que despegaron de Dessau el 7 de agosto de 1928, aterrizando en Amadora el día 10, tras haber hecho escalas en Colonia, París y Burgos, recorriendo los 2175 km en 15 horas y 40 minutos. Fue bautizado como Monteiro Torres, en honor al piloto portugués derribado en Francia durante la Primera Guerra Mundial. Este singular ejemplar participó, junto a nueve Vickers Valparaíso III , en el Cruzeiro Aéreo Às Colónias Portuguesas de África, iniciado en Amadora el 14 de diciembre de 1935. El avión acabó abandonado en Tambacunda, actual Senegal, tras haber sufrido daños irreparables.

### Vuelos récord del W 34

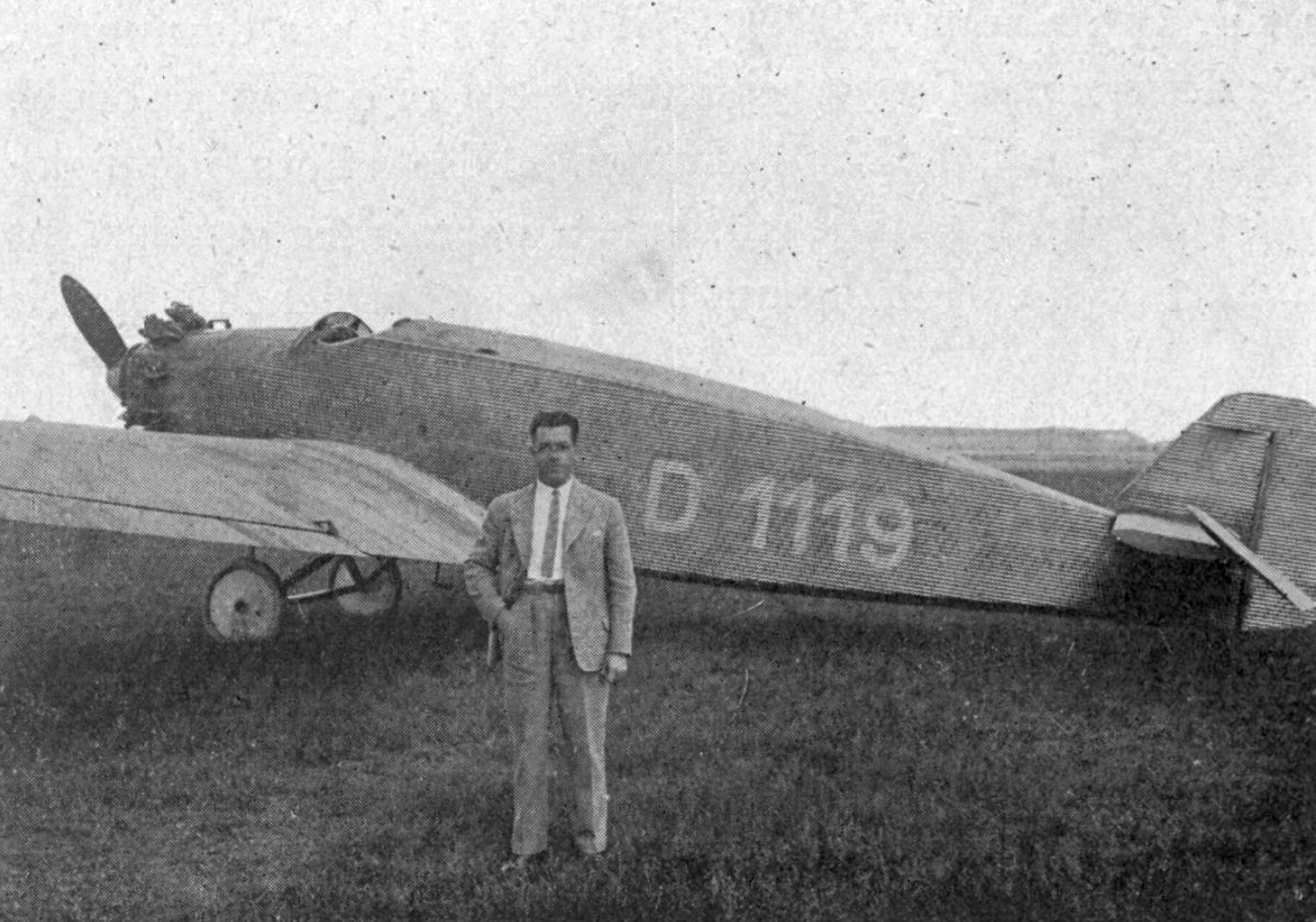
Willi Neuenhofen y el W 34 be/b3e del récord mundial de altitud, el 26 de mayo de 1929. Foto de L'Aéronautique; julio de 1929.

Fuente: Zoeller.

#### 11.05.1927 Récord de velocidad
Georg Jüterbock consigue un nuevo récord mundial de velocidad con un W 34. Con una carga útil de 500 kg, alcanzó una velocidad de 194,2 km/h en 500 km; el vuelo continuó durante 1000 km con 181,44 km/h.

#### 14.09.1928 Récord de altitud
Nuevamente Jüterbock consigue un nuevo récord de altitud con un W 34; con 500 kg de carga útil, alcanzó los 9190 m. Posteriormente, con 1000 kg, alcanzó los 7907 m. En el mismo año, Franz Kneer alcanzó los 6389 m con una carga útil de 1000 kg, que fue el nuevo récord de altitud para hidroaviones.

#### 26.05.1929 Récord mundial de altitud
El antiguo as de la I Guerra Mundial Wilhelm "Willy" Neuenhofen alcanzó un nuevo récord mundial de altitud con un W 34 be/b3e. En 45 minutos, Neuenhofen, provisto de un primitivo equipo de oxígeno, alcanzó los 12 739 m. El W 34 be (c/n 2600) estaba equipado con un ala de mayor envergadura, un motor Bristol Jupiter VII y un mínimo de equipo a bordo.

#### 25.07.1929 Pruebas despegue asistido con cohetes
El 25 de julio de 1929 se realizaron las primeras pruebas con cohetes de apoyo al despegue con un W 34. El avión, pilotado por Wilhelm Zimmermann, jefe de pilotos de Junkers, inició la carrera de despegue con la potencia del motor convencional. Más tarde se realizaron varios encendidos de los cohetes Eisfeld (Pulver-und-Pyrotechnische Fabrik) con éxito. Las pruebas se realizaron con un hidroavión W 34 en Leopoldshafen en el río Elba, cerca de Dessau; era la primera vez que se utilizaba la potencia de un cohete como asistencia al despegue.

## Variantes
W 34 a
Prototipo c/no 795 D-922 Gelbschnabe, propulsado por el motor Gnome et Rhône 9A Jupiter de 331 kW, velocidad: 190 km/h, envergadura: 17,75 m y longitud: 11,10 m.
W 34 b
Avión de producción inicial, ala reforzada, velocidad: 230 km/h, envergadura: 17,75 m, longitud: 10,70 m.
W 34 ba
Versión con motor Bristol Júpiter VIII de 334 kW.
W 34 be/b3e
Motor Bristol Jupiter VII de 441 kW, usado en la consecución del récord mundial de altitud.
W 34 c
Estructura central del ala reforzada, motor Júpiter VI.
W 34 ca/ce
Con Bristol Júpiter VII/VIII.
W 34 ci
Motor BMW Hornet, equipado con ventanas de cabina (pasaje).
W 34 d
Con Junkers L5 o Siemens Sh.20.
W 34 da/de/di
Con motores como las variantes del W 34 c.
W 34 f
Motor Jupiter VI de 353 kW, velocidad: 190 km/h, envergadura: 18,48 m, longitud: 11,10 m, cabina cerrada, alerones alargados; la versión de exportación contaba con una puerta de carga.
W 34 fa/fe/fi
Avión de pasajeros para exportación, con motores como las variantes del W 34 d.
W 34 fao
Avión de exportación. Motor Siemens Sh.20.
W 34 fay
Avión de exportación propulsado con Wright Cyclone.
W 34 ffi
Motor Junkers L5.
W 34 f1y
Armstrong Siddeley Panther.
W 34 fo
Pratt & Whitney Wasp.
W 34 fu
Amstrong Siddeley Jaguar.
W 34 fy
Amstrong Siddeley Jaguar Major U.
W 34 fi
Motor BMW Hornet C (441 kW); envergadura: 18,48 m, longitud: 10,27 m, velocidad: 260 km/h.
W 34 gi
Motor BMW Hornet de 405 kW, solo una máquina producida en 1933 para pruebas.
W 34 hi
Motor BMW 132A de 485 kW, estaba equipado con localizadores direccionales y radio mejorados. Esta versión fue utilizada por la Luftwaffe como entrenador de pilotos de transporte, navegantes y radio operadores.
W 34 hau
Similar al hi, propulsado por un motor Bramo 322 H de 526 kW; avión de entrenamiento, comunicaciones y transporte de la Luftwaffe.
K 43
Derivado militar del W 34 construido y/o modificado por AB Flygindustri en Limhamn, Suecia, y disponible en muchas versiones de las arriba mencionadas.

## Operadores
Alemania
- Deutsche Lufthansa

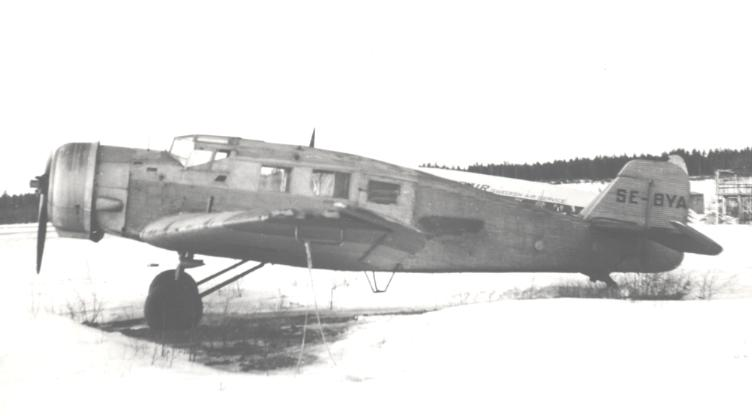
Ambulancia aérea W 34 SE-BYA ex Fuerza Aérea Sueca Tp/Trp 2A en el aeropuerto de Aeropuerto de Estocolmo-Arlanda.

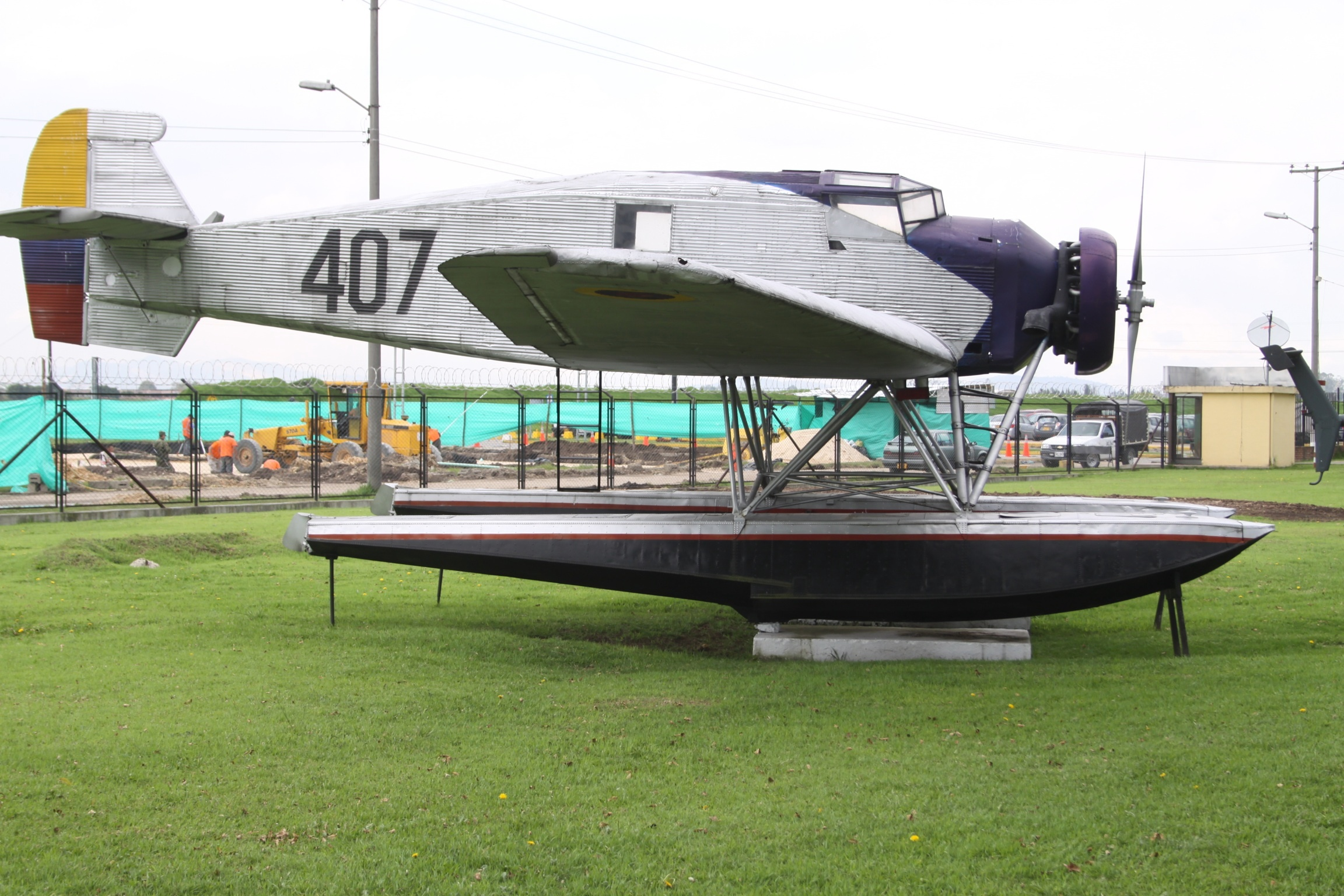
Junkers W 34 h de la Fuerza Aérea Colombiana.

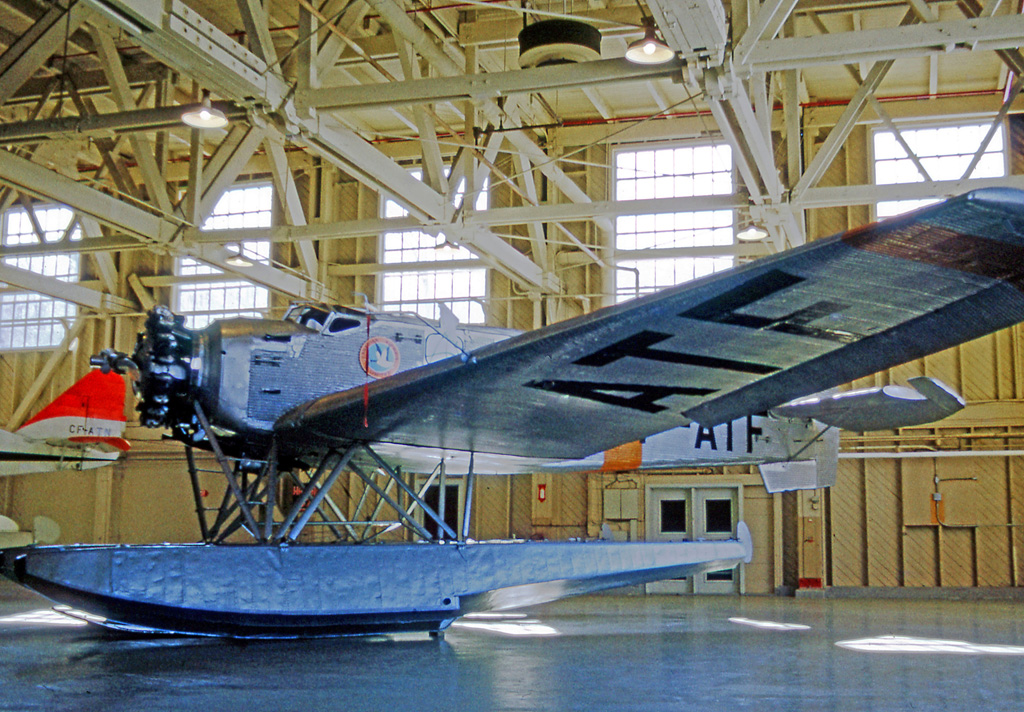
W 34 f/fi ex Pacific Wings, conservado actualmente en Canadá.

- Nationalsozialistisches Fliegerkorps - NSFK
- Deutsche Verkehrsfliegerschule - DVS
- Luftwaffe
- Deutsche Versuchsanstalt für Luftfahrt -DVL
- Hansa Luftbild[9]
- Legión Cóndor

 Argentina
- Aviación Naval: 1 W 34.
- Fuerza Aérea Argentina: 1 W 34/5 K 43.

 Australia
- Guinea Airways Ltd.: 2 W 34 b/2 W 34 d/1 W 34 f.[10]
- Real Fuerza Aérea Australiana: 2 ex Guinea Airways.

 Bolivia
- Fuerza Aérea Boliviana: 3 K 43.
- Lloyd Aéreo Boliviano: 3 W 34.

 Brasil
- Condor Syndikat[11]

 Bulgaria
- Fuerza Aérea Búlgara: un W 34 ex Luftwaffe capturado en 1944.

 Canadá
- Canadian Airways Limited[12]
- Pacific Western Airlines
- Central BC Airways
- Real Fuerza Aérea Canadiense

 República de China
- Eurasia Aviation Corporation: W 34 hi.
- Shansi Aero Survey: W 34 gi.
- Fuerza Aérea de la República de China

 Checoslovaquia
- Fuerza Aérea Checoslovaca: seis W 34 ex Luftwaffe.

 Chile
- Fuerza Aérea Chilena

 Colombia
- Fuerza Aérea Colombiana
- Sociedad Colombo-Alemana de Transportes Aéreos SCADTA: operó tres W 34.[13]

 Estado Independiente de Croacia
- Fuerza Aérea del Estado Independiente de Croacia: cuatro W 34.

 Ecuador
- Sociedad Ecuatoriana de Transportes Aéreos - SEDTA
- Fuerza Aérea Ecuatoriana

 Estado Eslovaco
- Fuerza Aérea Eslovaca

 Estado español
- Ejército del Aire

 Finlandia
- Fuerza Aérea Finlandesa
- Guardia Fronteriza Finlandesa

 Italia
- Transadriatica Linee Aeree

 Noruega
- Det Norske Luftfartselskap A/S - DNL
- Real Fuerza Aérea Noruega: ex DNL supervivientes.

 Portugal
- Aeronáutica Militar: operó un Junkers W 34L bautizado como Monteiro Torres.
- Aviação Naval Portuguesa: cinco hidros Junkers K 43 Wfy.

 Rumania
- Real Fuerza Aérea Rumana: operó 10 W 34 hi.

 Sudáfrica
- Fuerza Aérea Sudafricana
- Union Airways: W 34 fi ZS-AEC "Port Elisabeth" con motor BMW 132.

 Suecia
- AB Aerotransport (ABA)
- Fuerza Aérea Sueca

 Venezuela
- Fuerza Aérea Venezolana: W 34 hidroavión Bolívar equipado para levantamiento cartográfico y fotogrametría aérea.

 Unión Soviética
- Dobrolyot: Junkers W 34 Wfu.

## Especificaciones (W 34 h)
Referencia datos: Enciclopedia Ilustrada de la Aviación Vol.9 págs. 2219-20, Editorial Delta, Barcelona 1982 ISBN 84-85822-74-9

### Características generales
- Tripulación: 2
- Capacidad: 6
- Longitud: 10,3 m (33,7 ft)
- Envergadura: 17,8 m (58,2 ft)
- Altura: 3,5 m (11,6 ft)
- Superficie alar: 43 m² (462,9 ft²)
- Peso vacío: 1700 kg (3746,8 lb)
- Peso máximo al despegue: 3200 kg (7052,8 lb)
- Planta motriz: 1× radial de nueve cilindros refrigerado por aire BMW 132 A.
  - Potencia: 533 kW (735 HP; 725 CV)
- Hélices: 1× Bipala metálica de paso fijo por motor.
- Diámetro de la hélice: 3,10 m

### Rendimiento
- Velocidad nunca excedida (Vne): 265 km/h (165 MPH; 143 kt)
- Velocidad crucero (Vc): 233 km/h (145 MPH; 126 kt)
- Alcance: 900 km (486 nmi; 559 mi)
- Radio de acción: km
- Alcance en combate: km
- Alcance en ferry: km
- Techo de vuelo: 6300 m (20 669 ft)
- Régimen de ascenso: 5,5 m/s (1083 ft/min)
- Carga alar: 74,1 kg/m² (15,2 lb/ft²)

### Armamento
- Ametralladoras:  3 (K 43, opcional)
- Bombas: 600 kg (opcional)

## Aeronaves relacionadas

### Secuencias de designación
- Secuencia Alfanumérica (interna de Junkers): ← G 31 - A 32 - W 33 - W 34 - A 35 - S 36 - K 37 →
- Secuencia Numérica (designaciones del RLM 1933-1945): ← Kl 31 - Kl 32 - Ju 33 - Ju 34 - Kl 35 - Kl 36 - He 38/Ju 38 →
- Secuencia Trp/Tp _ (Aviones de transporte de la Fuerza Aérea Sueca, pre-1940): Trp 1 - Trp 2/2A - Trp 3 - Trp 4 - Tp 5 →
- Secuencia A_ (Aeronaves de la RAAF (Serie Dos, 1935-1963)): ← A42 - A43 - A44 (I) - A44 (II) - A45 - A46 - A47 →
- Secuencia D-_ (Aeronaves de transporte de la Fuerza Aérea checoslovaca, 1945-1958): D-2 - D-41 - D-42 - D-43 - D-44 - D-47 - D-52 →
- Secuencia Numérica (Aeronaves del Ejército del Aire español, 1939-1945): ← 42 (IV) - 43 (I) - 43 (II) - 43 (III) - 44 - 45 (I) - 45 (II) →
- Secuencia L._ (Aeronaves Utilitarias del Ejército del Aire español, 1945-1954): ← L.11 - L.12 - L.13 - L.14 - L.15 - L.16 - L.17 →